# Jean-Christian Lambelet
Jean-Christian Lambelet, né en 1938, est un économiste et essayiste suisse.

## Biographie
En 2009, il est directeur de l'Institut CREA de macroéconomie appliquée de l'Université de Lausanne.

## Publications
- Secret bancaire : quelle importance pour la Suisse et pour le monde ?
- Place financière suisse, évasion fiscale et intégration européenne ; Genève (éditions de l'Institut européen de l'Université de Genève), 2002.
- L'économie suisse : un essai d'interprétation et de synthèse ; Paris (éditions Economica), 1993.
- Le mobbing d'un petit pays - Onze thèses sur la Suisse pendant la Deuxième Guerre mondiale ; Lausanne (L'Âge d'homme), 1999.
- Les pharisiens ou la dysintelligentsia suisse ; 2000.
- La Commission Bergier a-t-elle fait œuvre scientifique? Quelques commentaires sur son rapport final concernant les transactions sur l'or de la BNS ; in: Jean-Philippe Chenaux (dir.), Les conditions de la survie ; Lausanne, Cahiers de la Renaissance vaudoise, 2002.
- Des Palmes académiques pour Benito Mussolini. Le doctorat honoris causa de l'Université de Lausanne décerné au Duce en 1937 (en collab. avec Olivier Robert), Lausanne, L'Âge d'Homme, 2004
- Auschwitz n'est pas en Suisse ; in: La Suisse au pilori? Témoignages et bilan à la suite du rapport Bergier ; Yens (Cabédita), 2006.